# Enrique Pinti
Enrique Alejandro Pinti (Buenos Aires, 7 de octubre de 1939-Buenos Aires, 27 de marzo de 2022) fue un actor, humorista, director teatral, guionista, escritor y dramaturgo argentino. Se ha expresado en diversos medios ya que escribió obras infantiles y para adultos; dirigió e interpretó espectáculos de su autoría así como también adaptó varias obras internacionales. Además, montó una gran cantidad de espectáculos de music hall, de café-concert y de revista porteña, por los que se lo considera un precursor del stand up en Argentina.
Estudió profesorado de castellano, literatura y latín, además de dar clases de Historia del Teatro en donde tuvo alumnos como Mario Pasik. Como humorista, su trabajo se caracterizó por el desarrollo de monólogos con un lenguaje ácido y por momentos soez que utiliza para describir el escenario social y político nacional y mundial. Es considerado uno de los exponentes máximos del café-concert en el Río de la Plata junto con Antonio Gasalla y el actor uruguayo Carlos Perciavalle, género emparentado con el actual stand up. Algunos de sus mayores éxitos fueron: Historias recogidas (1973-1975), Historias recogidas II (1978-1979), El show de Enrique Pinti (1980-1981), Vote Pinti (1983), Salsa criolla (1985), Pinti y aparte (1992), El infierno de Pinti (1997), Pericon.com.ar (2000), Candombe nacional (2002-2004) y Antes de que me olvide (2010).
También trabajó en varias adaptaciones de obras teatrales extranjeras como la de Chicago (1977) para Nélida Lobato, Filomena Marturano, Yo quiero a mi mujer y Los locos Addams. Realizó la adaptación de las canciones de El joven Frankenstein, además de trabajar en la adaptación y como actor en comedias musicales como Hairspray en el rol de Edna, Los productores como Max Bialystock y Anything Goes (de Cole Porter) en el rol de Moonface Martin.

## Biografía
Nació en Buenos Aires el 7 de octubre de 1939 y residió hasta su muerte en esta ciudad.

### Comienzos
De los 19 a los 30 años estudió y trabajó en el Nuevo Teatro, compañía independiente creada en 1949 por Alejandra Boero y Pedro Asquini, donde actuó en obras teatrales como Esperando al Zurdo, de Clifford Odets, La chinche y Rockefeller en el Far West. Además, escribió y dirigió comedias musicales infantiles como Don Retorta y su robot y Mi bello dragón.
Tras participar con un pequeño papel en la película El secuestrador (1958), dirigida por Leopoldo Torre Nilsson y protagonizada por María Vaner y Leonardo Favio, en 1969 comenzó a hacer guiones para programas como La Botica del Ángel, conducido por Eduardo Bergara Leumann, Casino y La luna de canela, entre otros, e incursionó en una versión de Don Segundo Sombra.
En 1967 incursionó en el teatro infantil y escribió la comedia musical Mi bello dragón. Estrenada en 1968 en el (entonces) recién renovado Teatro Apolo con Pinti como el dragón, esta comedia musical se convirtió en un clásico del género de teatro para niños en Argentina y ha sido representada a lo largo de cuarenta años por muchas escuelas de actuación en todo el país. La historia presenta a brujas románticas, dragones buenos, princesas traviesas, trovadores pícaros, hadas inútiles, duques malvados, reyes sin autoridad y gitanas adorables que alternativamente se pelean, se amigan, mienten, enamoran y engañan; todo a un ritmo vertiginoso con cuadros musicales dinámicos y coloridos.

### Décadas de 1970 y 1980
En 1972 participó en el espectáculo Juan Moreira Supershow, de Alfredo Zemma. En los años setenta escribió los guiones de la famosa historieta del personaje El mono relojero, dibujada por Daniel Branca y publicada por la revista Billiken.
Desde 1973 se dedicó con asiduidad a los espectáculos unipersonales. Ese mismo año incursionó en el género del café concert con su show Historias recogidas en el Teatro Latino de San Telmo, que contaba con monólogos de su autoría y fue producido por Lino Patalano, el cual se mantuvo hasta 1975. Logró excelentes críticas con los unipersonales Historias recogidas e Historias del siete junto a Gerardo Sofovich. Luego realizó una segunda parte de este unipersonal que se llamó Historias recogidas 2 y tuvo buena repercusión. Después llegó El show de Enrique Pinti en Michelangelo y otros unipersonales.
En 1976 debutó en la obra de revista porteña El Maipo de gala, bajo la dirección de Gerardo Sofovich en el Teatro Maipo. En esta obra trabajó junto a Osvaldo Pacheco, Carmen Barbieri, Thelma Stefani, Tristán, Alberto Irízar y un gran elenco. En 1977 actuó con la reconocida actriz y humorista Niní Marshall en El humor de Niní Marshall, por Canal 13.
A finales de los años 70 y principios de los 80, trabajó junto a su colega y amigo Antonio Gasalla, siendo el coautor de todos sus espectáculos. Escribió los libretos de Gasalla for export (1973) y Gasalla 77 (1977). Fueron nueve trabajos con mucho éxito, con los cuales obtuvieron el récord teatral durante varias temporadas en el Teatro Maipo y el Teatro Liceo. También escribió Luz verde, para el actor cómico Jorge Luz. Durante estos años también escribió varios sketches para el programa Casino Phillips de 13, 34 monólogos para Pacheco Café Concert (de Canal 9), más de veinte shows de music hall y varias colaboraciones en equipo con otros autores para diversos espectáculos. A comienzos de la década de 1980 colaboró con la revista Caras y Caretas, y tuvo un breve programa de televisión llamado Pin-Pon.
En 1980 actúa junto a Nélida Lobato, en la obra Érase otra vez… Nélida Lobato con Luis Fischer Quintana, Lucrecia Capello, Arturo Bonín y Noemí Morelli, dirigidos por Villanueva Cosse. Fue una comedia musical con ribetes de revista, con libro de Jorge Goldemberg, canciones de Alejandro Vannelli y Ernesto Larrese, y música de Horacio Malvicino. La obra se presentó en el Teatro Lola Membrives de la ciudad de Buenos Aires.
En 1982, bajo la dirección de Antonio Gasalla, estrena Pan y circo, que trataba sobre la loca historia del mundo, donde Pinti interpretaba a célebres personajes históricos como Nerón, la Reina Isabel, etc. En 1984 fue invitado al Festival Latinoamericano de Teatro de Nueva York, en el que fue premiado por esta obra.
También en 1984 estrenó en el Teatro Liceo de Buenos Aires la obra Salsa criolla, una saga histórico-musical que recorre la historia argentina desde el descubrimiento de América hasta el siglo XXI,  que se convirtió en el éxito más rotundo de la carrera de Pinti y un clásico del teatro argentino. Salsa criolla es un espectáculo récord en la historia del teatro de habla hispana, con diez temporadas en escena, 3000 representaciones, tres millones de espectadores y los más prestigiosos premios locales e internacionales.
Tuvo papeles de reparto destacados en Sentimental (1981), donde creó al personaje de Frankie, y en la clásica y siempre venerada película Esperando la carroza (1985), de Alejandro Doria, donde interpretó a un alcohólico llamado Felipe.

### Década de 1990
En los años 90 actuó en las películas Flop (1990), con Víctor Laplace y Federico Luppi; y Perdido por perdido (1993), junto a Ricardo Darín. Por su labor en esta última fue elegido "Mejor actor de reparto" por la Sociedad Argentina de Cronistas Cinematográficos, y por el mismo rubro ganó premios en los reconocidos festivales de Cartagena y La Habana. 
A principios de los 90 se publicó una biografía suya titulada Enrique Pinti, conversaciones con Juan Forn (ed. Emecé). En el medio cinematográfico, sus personajes más importantes fueron Jorgito (Juan que reía, 1976), el comisario Vázquez (Secretos compartidos, 1998), donde trabajó junto a Gabriel "Puma" Goity, Víctor Laplace y Leonor Benedetto; Sergio Lieman en Tango (1998), junto a Miguel Ángel Solá, Cecilia Narova y Mía Maestro; Tito en Diario para un cuento (1998), entre otros.
Varios de sus espectáculos han sido editados en video, como Vote Pinti (1989), Pinti y aparte (1991), A todo Pinti (1992), Salsa criolla (1994), El infierno de Pinti (1996) y Pinti '97. También editó discos, entre ellos: Las voces del Teatro Nacional (1987) y Radio Pinti, junto a Charly García y Pedro Aznar (1991), interpretando en uno de sus famosos videos el tema musical Quedan los artistas, cuya frase se popularizó en el espectáculo argentino. Además, lanzó a la venta las ediciones Salsa criolla y Sostiene Pinti. Con su show unipersonal "Pinti 97" realizó una gira por la costa atlántica de Argentina y tuvo gran éxito de público.
En 1992 estrenó su propio ciclo televisivo, Pinti y los pingüinos, con producción de Carlos Rottemberg y Daniel Tinayre. En 1997 realizó giras por el interior del país y Uruguay, presentando sus mejores monólogos. A principios de 1998 estrenó su espectáculo Pinti canta las 40 y el Teatro Maipo cumple 90, una revista en el Teatro Maipo con enorme éxito de crítica y público.
En varias oportunidades participó como monologuista y también como invitado en el programa de televisión chileno "Viva el Lunes" (1997), donde sus intervenciones humorísticas eran muy celebradas.

### Década de 2000
En 2000 estrenó Pericon.com.ar en el  Teatro Maipo, un espectáculo encabezado por él, con gran elenco y dirección de Ricky Pashkus, donde mezcla sus monólogos y números musicales, con una temática sobre el advenimiento de la tecnología al siglo XXI, a la cual no se podía adaptar. Con gran éxito, lo vieron más de 90 000 personas, haciendo también funciones en el Teatro Stella D'Italia en Montevideo, Uruguay.
En 2001 recibió el Premio Konex como mejor actor de musical. 
Desde 2002 hasta 2004 presentó su espectáculo Candombe Nacional en el Teatro Maipo, con el cual realizó una gira nacional e internacional por Uruguay, España y Chile.
En 2003 estrena Serenata Argentina, un monólogo humorístico que llevó de gira por Argentina y España. Luego lo reestrena en 2009 incluyendo una presentación en el Teatro Metro de Montevideo, Uruguay.
En 2005 estrenó junto a Guillermo Francella el musical Los productores, por el cual en 2006 obtuvo el premio Estrella de Mar de Oro como "Mejor actor protagonista de comedia". Este musical fue producido por Pablo Kompel y con adaptación de las canciones de Pinti. Después de nueve meses de éxito en Buenos Aires, el espectáculo fue trasladado al Teatro Auditorium de Mar del Plata, donde se representó entre el 4 de enero y el 5 de marzo del mismo año. Como despedida definitiva de los escenarios, la obra Los productores regresó al Teatro Lola Membrives de Buenos Aires para realizar una segunda temporada entre el 6 de abril y el 27 de agosto del mismo año, superando las 400 funciones y siendo visto por más de 300 000 espectadores.
Fue columnista invitado de los diarios Clarín y La Nación, de la revista Noticias y de Radio Mitre. También fue columnista en Magdalena tempranísimo, programa radial conducido por Magdalena Ruiz Guiñazú en Radio Continental durante 2007 y 2008.
En 2007 regresó con sus clásicos monólogos y presenta en el Teatro Maipo Pingo argentino junto a un gran elenco, un espectáculo humorístico musical, en el cual desmenuza la historia y política argentina y mundial. El espectáculo contó con la dirección y coreografía de Ricky Pashkus y libreto del mismo Pinti. 
En 2008 protagonizó Hairspray, el musical de Broadway, junto a Vanesa Butera, quien ganó el concurso realizado por Canal 13 para encontrar a la actriz, completando el elenco Laura Oliva, Salo Pasik, Fernando Dente y la cantante Deborah Dixon. En esta obra se lo vio en el rol de una ama de casa obesa, con vestuario y pelucas grotescos. 
En 2009 reestrenó la comedia musical infantil de su autoría en el Teatro Maipo Mi bello dragón, con producción y dirección general de Ricky Pashkus y él mismo.

### Década de 2010
En 2010 fue convocado por Pashkus para protagonizar en el Teatro Maipo Antes de que me olvide en el año del bicentenario, un music hall con producción general de Lino Patalano y dirección de Ricky Pashkus. En enero de 2011 la obra se trasladó a Mar del Plata para hacer temporada de verano. Por este espectáculo obtuvo el premio Estrella de Mar como "Mejor espectáculo de humor grupal".
En el mismo año protagonizó en el Teatro San Martín el clásico de Molière El burgués gentilhombre y también presentó el unipersonal Pinti argentino, con sus clásicos monólogos, realizando una gira por las provincias de Argentina y otros países.
A fines de 2012 y gran parte de 2013 protagonizó junto a Luis Luque y Alejandra Flechner en el Teatro Lola Membrives la comedia inglesa Lo que vio el mayordomo, de Joe Orton. El espectáculo fue llevado a Mar del Plata en temporada de verano y luego en gira nacional.
En 2013 y parte de 2014 protagonizó la legendaria comedia musical de Broadway Anything Goes, bajo el título de Vale todo, junto a Florencia Peña, Diego Ramos, Roberto Catarineu, Sofía Pachano y gran elenco; la dirección fue de Alejandro Tantanian. La obra fue presentada en el Teatro El Nacional de Buenos Aires y en el Auditorium de la ciudad de Mar del Plata.
A fines de 2014 y principios de 2015 regresó al monólogo y llevó su espectáculo Pinti recargado por el interior del país y Uruguay.
En mayo de 2015, reestrenó en el Teatro Liceo Salsa criolla al cumplirse treinta años de su estreno. La obra fue presentada hasta octubre y en 2016 en una gira nacional que incluyó cuatro presentaciones en el teatro El Galpón de Montevideo. Este espectáculo clásico de la escena nacional esta vez fue producido por los empresarios Lino Patalano, Carlos Rottemberg y Cipe Fridman.
En enero de 2017 se estrenó en el teatro Liceo Otra vez sopa, con el subtítulo (un álbum de recuerdos, que ojalá! fueran recuerdos). En este unipersonal desplegó su irónica visión sobre la realidad nacional y mundial. Al igual que en obras anteriores, los monólogos se intercalan con números musicales. El show se mantuvo durante dos años en cartel, realizando una gira por las provincias de Argentina, que incluyó también presentaciones en el Teatro El Galpón de Montevideo, Uruguay.
En 2019, con 79 años de edad, debutó en el Multiteatro (Av. Corrientes) con Al fondo a la derecha, un espectáculo unipersonal en donde desarrolló un monólogo, asociado con números musicales de otros shows de su autoría.

Los argentinos queremos arreglar el país desde la mesa del café. Es una costumbre nacional que ha quedado limitada a la gente de mayor edad, esa etapa de la vida donde tenemos mucho más pasado que futuro, por lo tanto es muy habitual que desde una mesa de café los veteranos hagamos un recuento de lo que hemos visto y oído y de eso se trata este nuevo y viejo monólogo más histérico que histórico para llorar de risa y reír con llanto en un imaginario café con su “fondo a la derecha” para lograr algún alivio en medio del tembladeral argento.
E. Pinti

### Década de 2020
En 2020 comenzó con el espectáculo que ya había montado el año anterior, Al fondo a la derecha, en el Multiteatro de Buenos Aires. El show llegó hasta el 8 de marzo, momento en el que se baja de cartel por motivo de la pandemia de COVID-19. Igualmente supo reinventarse en esta situación y en agosto del mismo año, junto con el periodista de espectáculos Marcelo Polino, realizó un show vía streaming: Pinti y Polino al hueso, con el cual hicieron dos funciones y tuvieron un excelente número de público a través de Internet. El show se montó en la casa de Pinti, ya que el cómico se encontraba en su hogar para cuidarse de la situación pandémica.

### Fallecimiento
En el último tiempo había experimentado muchos problemas de salud, debido al cuadro de diabetes que sufría desde hacía varios años; además de problemas circulatorios en las piernas, y su aislamiento por la pandemia de COVID-19 había derivado en una depresión. Falleció a los 82 años, luego de una internación de un mes en el Sanatorio Otamendi, en la ciudad de Buenos Aires, el 27 de marzo de 2022, minutos después de las 3:30 a. m. Sus restos fueron sepultados en el Panteón de la Asociación Argentina de Actores del Cementerio de la Chacarita.

## Teatro
- (1957) Esperando al Zurdo - actor. Texto de Clifford Odets (debut teatral).
- (1957) Para que triunfen - actor.
- (1958) El burgués gentilhombre - obra de Molière en Nuevo teatro. Interpretó al maestro de filosofía.[7]
- (1959) Rockefeller en el Far West - actor, director y coautor.
- (1959) Gran fiesta en el circo Pim, Pam, Pum!. De Juan Carlos Ferrari, Enrique Pinti, José Santelli.
- (1960) Teatro de Combate. En Nuevo teatro. Dir.: Carlos Dardón Salomón Apteiker - Conrado Ramonet. Supervisión: Alejandra Boero y Pedro Asquini.
- (1960) La chinche - actor.
- (1961) ¡Bah, no tiene importancia!, de Pedro Herbstein. En el rol de Sargento Pomona. Dirección de Alejandra Boero y Pedro Asquini.
- (1962) Sempronio, el peluquero y los hombrecitos - de Agustín Cuzzani.
- (1962) El acróbata y el Rey - de Federico F. Pello, Enrique Pinti y Andrés Turnes.
- (1963) Sacco y Vanzetti. En Nuevo Teatro.
- (1963) Lady Godiva - de Jean Canolle, dirigida por Pedro Asquini.
- (1963) Festival de Buenos Aires - Ayudante de dirección.
- (1963) Polvo Purpura. Comedia de Sean O’Casey, en Nuevo Teatro.
- (1964) Raíces de Arnold Wesker.
- (1964) Ese mundo absurdo De Enrique Wernicke. Dir.: Alejandra Boero y Pedro Asquini
- (1965) El párpado caído - para la actriz Ana María Picchio
- (1967) El mercader de Venecia de William Shakespeare. Dir.: Alejandra Boero
- (1968) Mi bello dragón - comedia musical de su autoría.
- (1969) El herrero y el diablo. Dir.: Manuel Antín.
- (1969) Último match - junto a Rodolfo Beban y Leonor Manso.
- (1969) Misia Pepa - adaptación de la obra de Constancio Vigil. Dirección de Perla Iris Chacón.
- (1970) La tartamuda - de su autoría.
- (1970) Oh mamá! qué buena fuiste para mí - estrenada en Pinamar.
- (1971) Don Retorta y su robot - comedia musical. Autor y director.
- (1972) Juan Moreira supershow - de Pedro Orgambide y Jorge Schussheim, dirigida por Alfredo Zemma.
- (1973) Loca por el biógrafo - autor. Actuaba la actriz Elsa Berenguer.
- (1973) Historias recogidas - actor y autor. Primer show unipersonal en café concert.
- (1973) El párpado caído - autor, junto a Dalmiro Sáenz.
- (1973) Gasalla For Export - junto con Antonio Gasalla.
- (1975) Historias recogidas 2
- (1973, 1976) Las mil y una Nachas - de Nacha Guevara. Participó en la composición de los musicales.
- (1974) Polvo de estrellas - autor y actor. Junto a Jorge Luz
- (1975) Así como nos ven - obra de Pinti y Jorge Schussheim. También actuaba.
- (1976) Canta, canta, canta! - de Ricardo Romero.
- (1976) El Maipo de gala - en el Teatro Maipo de Buenos Aires. Participó como monologuista invitado, que venía del café concert.[8]
- (1977) Chicago - hizo la adaptación al idioma español del musical de Broadway, protagonizado por Nélida Lobato y Ámbar La Fox en el teatro El Nacional.
- (1977) Gasalla 77' - guionista, con Antonio Gasalla.
- (1977) La historia del 7 - actor y coautor, junto a Gerardo Sofovich.
- (1978-1979) Historias recogidas 2
- (1978) Pasen y vean - actor, show unipersonal.
- (1979) El Maipo es el Maipo y Gasalla es Gasalla - guionista
- (1979) Gasalla es el Maipo y el Maipo es Gasalla - guionista
- (1980) Erase otra vez... Nélida Lobato - con dirección de Villanueva Cosse. Teatro Cómico (posteriormente Teatro Lola Membrives).
- (1980-1981) El show de Enrique Pinti en Michelangelo.
- (1982) Gasalla y Corrientes - guionista. Junto a Antonio Gasalla y Moria Casán.
- (1982) Pan y circo - de Enrique Pinti, dirigida por Antonio Gasalla. Teatro Liceo.
- (1983) Vote Pinti - gira nacional e internacional por varios países.
- (1983) Adivina adivinador - autor.
- (1983) La cabalgata del humor - actor.
- (1984) Salsa criolla - autor, director y actor. Espectáculo cómico/musical en donde desplegó una gran cantidad de monólogos históricos interpretando diferentes personajes de la historia mundial y Argentina. Fue una obra que mezcló canto, baile y actuación. (El espectáculo se mantuvo en cartel durante diez años, batiendo el récord teatral argentino).
- (1984) Lo mejor de Pan y circo - actor, con dirección de Antonio Gasalla, en Petit Hermitage de Mar del Plata.
- (1985) Nacha de Noche - autor de canciones. Espectáculo de Nacha Guevara en el Teatro Maipo.
- (1985) Los monólogos de Enrique Pinti
- (1986) Gasalla en terapia intensiva - coautor, con Antonio Gasalla.
- (1989) Corazón de bizcochuelo - comedia musical infantil de su autoría.
- (1990) Panchitos con mostaza - comedia musical infantil de su autoría.
- (1991) Pedro y el lobo - junto a Emilio Disi.
- (1991) Pinti y aparte - café concert
- (1992) A todo Pinti - café concert
- (1993) A lo largo y a lo ancho - Teatro Municipal Coliseo Podestá de La Plata.
- (1994) Recuerdos del futuro - monólogo de su autoría
- (1995) Solos & mal acompañados - voz en off. Obra de Hugo Paredero.
- (1996) El infierno de Pinti - Teatro Liceo, Buenos Aires.
- (1997) Pinti 97 - mejores monólogos
- (1998) Pinti canta las 40 y el Maipo cumple 90 - espectáculo por los 90 años del Teatro Maipo. Luego gira nacional.
- (1998) Los fabulosos Grimm - Pinti aporta voz en off.
- (1999) El pelele - autor de las letras de los números musicales.
- (1999) El carnaval de los Animales - junto a Julio Bocca en el Luna Park.
- (2000) Pericón.com.ar - espectáculo humorístico/musical en el Teatro Maipo.
- (2002-2004) Candombe nacional - de su autoría. En el Teatro Maipo. Luego gira internacional por varios países.
- (2003) Serenata argentina, monólogo humorístico (si usted no es argentino) - espectáculo donde analiza su incapacidad para adaptarse a las nuevas tecnologías, la crisis económica argentina, la cotidianeidad y el estado de la política mundial.
- (2003) Solas - adaptación de la obra de Benito Zambrano, para la actriz Leonor Manso.
- (2003) Un animal de dos lenguas - de Jacques Rebotier y Alejandro Urdapilleta, junto a Marilu Marini en el IV Festival Internacional de Teatro de Buenos Aires.
- (2005) Pinti remixado - show presentado en enero de 2005 en Enjoy Punta del Este.
- (2005-2006) Los productores - junto a Guillermo Francella y gran elenco. Actúa como Max Bialystock. Adaptación de la obra teatral The Producers, de Mel Brooks, en el Teatro Lola Membrives de Buenos Aires y en el Teatro Auditorium de Mar del Plata.
- (2006) El mundo según Pinti - unipersonal de humor. Presentaciones en Argentina y en el Teatro El Galpón de Montevideo.
- (2006) Fundai por la vida. Dirección general Ricky Pashkus. Participaron Enrique Pinti, Tangokinesis, Hernán Piquín, Karina K., Miriam Cohelo, Omar Mamani, Eduardo Solá, Daniel Busato, Pepper Top Singers, alumnos de la Escuela de Comedia Musical Julio Bocca y Ricky Pashkus. Teatro Maipo.
- (2007) Pingo argentino - music hall de su autoría. Realizó una gira nacional y también en Montevideo (Teatro Solís).
- (2007) Music Hall - de Jean-Luc Lagarce. Junto a Marilú Marini, Daniel Fanego y Alejandra Radano, con dirección de Alfredo Arias. Parte de la "Semana Lagarce" en el teatro Maipo de Buenos Aires, ciclo que divulgaba parte de la obra del creador francés.
- (2008) Hairspray - de Mark O'Donnell y Thomas Meehan. Actor, en el rol de Edna Turnblad.
- (2008) Aeroplanos - de Carlos Gorostiza. Junto a José Sacristán. Teatro Maipo.
- (2009) El joven Frankenstein - de Mel Brooks. Obra musical protagonizada por Guillermo Francella. Pinti realizó la adaptación de las letras de las canciones.
- (2009) Serenata argentina (reestreno), cuyo subtítulo es Monólogo humorístico (si usted no es argentino). Gira internacional por el Teatro Borrás de Madrid, el Teatro Metro de Montevideo y el Teatro Oriente de Santiago de Chile.
- (2010) Monólogos 2010 - unipersonal.
- (2010) Antes de que me olvide - de su autoría. En el Teatro Maipo de Buenos Aires, Teatro Roxy de Mar del Plata, gira nacional y también en Punta del Este.
- (2010) Mi bello dragón - reestreno de la comedia musical infantil de su autoría en el teatro Maipo.
- (2011) El burgués gentilhombre, de Molière - interpretó a Monsieur Jourdain.
- (2011) Pinti argentino - monólogo humorístico sobre la idiosincrasia argentina. Gira nacional y también en Punta del Este.
- (2012) Lo que vio el mayordomo - actor. Texto de Joe Orton.
- (2013) Los locos Addams - adaptación y traducción de la obra.
- (2013-2014) Vale todo - actor de la adaptación de la comedia musical de Broadway Anything Goes en el Teatro El Nacional.[9]
- (2014) Sres y Sres del musical - Pinti interpretó a Max Bialystock en El rey de Broadway, número de la comedia musical Los productores.
- (2014-2015) Pinti recargado - actor. Show unipersonal con un monólogo. Gira internacional, en España en Teatros del Canal (programa artístico Buenos Aires en Madrid, por Lino Patalano) y en Uruguay en el Teatro El Galpón de Montevideo.
- (2015) - Festival del humor de Buenos Aires, función de gala - premio "Capocómico 2015".
- (2015-2016) Salsa criolla, 30 años - reestreno de su exitosa obra teatral. Gira nacional y también en Uruguay.
- (2017-2018) Otra vez sopa - actor y director. Unipersonal con producción de Carlos Rottemberg en el Teatro Liceo de Buenos Aires. Reestreno de la obra en el Teatro Bristol de Mar del Plata. Además, gira nacional.
- (2019) Tintas Frescas - lectura de la obra Je ne me souviens plus très bien / No me acuerdo muy bien, de Gérard Watkins.
- (2019-2020) Al fondo a la derecha - actor, autor y director. Unipersonal humorístico. Multiteatro de Buenos Aires.
- (2020) Pinti y Polino, al hueso y Pinti y Polino, el show - humorista. En dos shows junto al periodista Marcelo Polino por streaming.
- (2020) Un año para olvidar - único show por streaming, junto a Marcelo Polino. Monólogos y humor.

Nota: en algunas obras el número indica solamente el año del estreno.

## Filmografía
- El secuestrador (1958).
- Triángulo de cuatro (1975).
- Juan que reía, (1976).
- La nueva cigarra, (1976).
- Tiro al aire, (1980).
- Sentimental (réquiem para un amigo) (1981).
- Esperando la carroza, (1985).
- Tanguera (1989).
- Flop (1990).
- Perdido por perdido, (1993).
- El color del cielo (1998)
- Diario para un cuento (1998).
- Secretos compartidos, (1998).
- Tango, no me dejes nunca, (1998).
- La cara del ángel, (1998).
- El llamado de las seis, cortometraje (1999).
- Metamorfosis, cortometraje, (1999).
- Arregui, la noticia del día (2001).
- Chúmbale (2002).
- ...al fin, el mar (2003).
- La película de Niní, documental sobre la vida y obra de la actriz Niní Marshall (2005).
- Cruzadas, (2011).
- El asesor, (2015)

## Televisión
- Sótano Beat (guionista) (1969 - 1971)
- La botica del ángel (guionista) (1975) (Canal 7).
- La luna de Canela (1976).
- El humor de Niní Marshall (1977) - participación especial en sketch interpretando a un "cadete" del correo.
- Pin-Pon (1980) (TV Pública)
- El Show de Carlos Perciavalle (1984) - participación especial en sketch interpretando "Sansón y Dalila".
- Éramos tan jóvenes (1986) (Canal 13).
- Mesa de noticias (1986). Primer capítulo de la temporada, participación en un sketch junto a Juan Carlos Mesa y la actriz uruguaya Leticia Moreira.
- Pacheco café concert (1987) (guionista).
- El galpón de la memoria (1989) - (conductor). Canal 13.
- El búho café concert (1990) - Canal 9 Libertad.
- Casino (1991) (guionista).
- Pinti y los pingüinos (1992) - Canal 9 Libertad (conductor).
- Ilustres y desconocidos (1993) - TN (invitado especial, junto al Doctor Tangalanga)
- El show de Videomatch (1994-2004) - Telefe (participaciones especiales en varias temporadas en algunos sketches).
- Soñando con Valeria (1994) - El Trece.
- En todas partes se cuecen habas (1995) (conductor).
- Tres tristes tigres del trece (1997) - El Trece (invitado especial)
- Más te Vale (1999) - América TV (invitado especial, cantando Viva la revista junto a Valeria Lynch).
- Tiempo final (2000) - Telefe (capítulos: "El casting" y "Reality show").
- El club de la comedia (2000-2001) - Canal Trece (conductor).
- Poné a Francella (2001-2002) - Telefe (participación especial en los episodios "El psicólogo" y "Cuidado, Hospital").
- Mundial 78', la historia paralela (2003) (voz en off/ locutor).
- La niñera (2004) - Telefe (participación especial).
- Los Roldán (2005) - Canal 9 (participación especial como Máximo La Casa).
- Casados con hijos (2005) - Telefe (participación especial en el capítulo "Un ángel para tu soledad, parte 2", en el rol de Ángel de la guarda).
- Mujeres asesinas (2006) - Canal Trece (capítulo: «Ema, la costurera», en el rol de Mario).
- Los cuentos de Fontanarrosa (2007) - TV Pública.
- Showmatch (2009) - El Trece (participación especial en el segmento «Los tangueros»).
- Pinti y el cine (2009) - TV Pública (conductor).
- Luz, cámara, Pinti (2011) - TN (conductor).
- Los únicos (2012) - El Trece (participación especial en el capítulo 1, en el rol de Dios).
- La dueña (2012) - Telefe (participación especial junto a Nacha Guevara en el rol de Dante Olivos Peña).
- Tu cara me suena: Segunda temporada (2014) (jurado) - Telefe.[10]
- El asesor (2015-2016) (rol protagónico) - 360TV
- Del cabildo al shopping (monólogos sobre la historia argentina) - (2018)  - TVPública.
- Generaciones, especial de Fundación Huésped (2018) - Eltrece (participación especial)

## Videoclips
- Ojo con los Orozco - León Gieco (1997).

## Discos, grabaciones y recopilatorios
- Las voces del teatro nacional (1987) (CBS).
- Radio Pinti (1991) (Sony Music) (junto a Charly García y Pedro Aznar).
- Pinti y aparte (1991) (grabación de la obra homónima).
- A todo Pinti (1992).
- Salsa criolla (1985-1994) (recopilatorio de dos discos sobre el exitoso espectáculo).
- Recuerdos del futuro (1995-1996-1997) (recopilatorio de monólogos y diversos textos con comentarios de Pinti).
- Viva el teatro (1993) (musical junto a Valeria Lynch)
- Pinti 97 (1997) (colección de sus mejores monólogos)
- Viva la revista (1998) (homenaje al teatro de revistas, musical junto a Valeria Lynch)
- Pericón.com.ar (2000) (en VHS, Teatro Maipo)
- Candombe nacional (2002) (en DVD, Teatro Maipo[11])
- Pingo argentino (2007) (en DVD, Teatro Maipo)
- Antes de que me olvide (2010) (en DVD)

## Libros
- Conversaciones con Juan Forn (1990).
- Salsa criolla (1992).
- Palabra de Pinti - Los argentinos de la A a la Z (1995).
- Sostiene Pinti - Cómo somos los argentinos (1997).
- Del cabildo al shopping (1999).
- Pinti Delivery (2000).
- Que no se vaya nadie sin devolver la guita (2002).
- No sé por dónde empezar (2003).
- Candombe nacional (texto de la obra presentada en el Teatro Maipo) (2005)
- Panchitos con mostaza (2006).
- Crema rusa (2007).
- Las cosas por su nombre (2010).
- Del 25 de mayo al desmayo, la historia argentina, qué tormento (2014)

## Premios y nominaciones
- Premio en la categoría de «Mejor actor» otorgado por Perdido por perdidos por la revista Sin Cortes en 1994.
- Premio en la categoría de «Mejor actor de reparto» otorgado por Perdido por perdidos en el Festival Internacional del Nuevo Cine Latinoamericano de La Habana, Cuba.
- Cóndor de Plata al mejor actor de reparto, otorgado por Perdido por perdidos por la Asociación de Cronistas Cinematográficos de la Argentina.
- Premios Konex de Platino en 1991 en la categoría de «Unipersonal» y en 2001 como «Actor de musical».
- Premio Estrella de Mar de Oro a «Mejor actor» en 2006 por su labor en la comedia musical Los productores.

### Premios Martín Fierro
| Año  | Categoría                               | Trabajo nominado                     | Resultado |
| ---- | --------------------------------------- | ------------------------------------ | --------- |
| 2003 | Mejor labor humorística en radio        | Magdalena tempranísimo y Hoy por hoy | Ganador   |
| 2004 | Mejor labor humorística en radio        | Magdalena tempranísimo               | Nominado  |
| 2005 | Mejor participación especial en ficción | Los Roldán                           | Nominado  |
| 2007 | Mejor labor humorística en radio        | Magdalena tempranísimo               | Ganador   |
| 2009 | Mejor programa cultural educativo       | Pinti y el cine                      | Ganador   |
| 2012 | Mejor programa cultural educativo       | Luz, cámara, Pinti                   | Ganador   |